# Megachile sericeicauda
Megachile sericeicauda är en biart som beskrevs av Cockerell 1910. Megachile sericeicauda ingår i släktet tapetserarbin, och familjen buksamlarbin. Inga underarter finns listade i Catalogue of Life.